# Padingbüttel
Padingbüttel este o comună din landul Saxonia Inferioară, Germania.